# Código penal italiano de 1889
El código penal italiano de 1889 (comúnmente dicho Código Zanardelli del nombre de Giuseppe Zanardelli, entonces ministro de Gracia y Justicia que promovió la aprobación) es un código penal que fue en vigor en el Reino de Italia de 1890 a 1930.

## El Informe al Rey
En el Informe al Rey Zanardelli se decía convencido de que “las leyes deben ser redactadas de tal manera que incluso los hombres de poca educación puedan entender el significado; y esto debe decirse especialmente de un código penal, el cual concerne a un número muy grande de ciudadanos también en las clases trabajadoras, a quienes se debe dar la oportunidad de saber, sin necesidad de intérpretes, lo que está prohibido por el código”. Zanardelli consideraba que la ley penal no debiera nunca olvidar las legislaciones del hombre y del ciudadano y que no debiera mirar al delincuente como a un ser necesariamente irrecuperabile: no ocurría sólo intimidar y reprimir, pero también corregir y educar.

## Características
Entrò en vigor el 1 de enero de 1890 (aunque fue aprobado, entre otras cosas, por unanimidad de ambas Cámaras, ya el 30 de junio de 1889), este código abolió la pena de muerte (que era todavía en vigor en los principales Estados europeos) para todos los delitos, con la excepción de algunos delitos militares en tiempo de guerra, y permitió la libertad de huelga, en condiciones no violentas y antiintimidatorias. También introdujo la libertad condicional, el principio rieducativo de la pena y aumentò la discreción del juez para ajustar la pena a la culpabilidad real del delincuente, admitiendo además el infermità mental certificada como causa de execiòn del proceso.

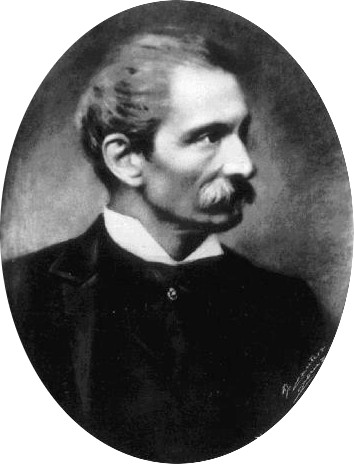
Retrato de Giuseppe Zanardelli

El Código Zanardelli era un código de impronta netamente liberal: además de reafirmar los principios fundamentales de garantía de derivación de la Ilustración, no admitía la extradición (ni siquiera del extranjero) para los delitos políticos (a pesar de previendo algunos), eliminó los trabajos forzados, rebajaba las penas, preveía circunstancias atenuantes generales y prohibía la imputación de menores (entre 14 y 18 años de edad, cuando antes habían sido juzgados), salvo en el caso de que el tribunal los considerara capaces de comprender y actuar a la altura de un adulto. Distinguió el aborto del infanticidio; sin embargo, retomando la antigua legislación que protegía más al individuo formado que al todavía en formación, consideraba el infanticidio menos grave que el asesinato, pero solo cuando el acto se cometía "por razones de honor" y sobre un niño que no hubiera nacido "durante más de cinco días" y, en cualquier caso, no hubiera sido inscrito todavía en el registro civil. En este caso se asimiló al aborto. Disminuyó las penas por delitos de palabra como él insulto a la religión y a la persona del rey. La bigamia se convirtió en un crimen contra la institución familiar, considerada un pilar de la sociedad, y no contra la fidelidad, un concepto religioso.
Preveía la libertad bajo fianza hasta el juicio, salvo para los delincuentes sorprendidos en flagrante delito, los sospechosos de delitos contra el Estado y los acusados de delitos fiscales y de robo, así como los que no tenían trabajo o, si estaban desempleados, un domicilio permanente. En caso de liberación, eximiendo a los acusados pobres, se establecía unafinancia (que se mantendría en el posterior Código Penal sólo para delitos menores).
También reguló de manera articulada tanto la tentativa como la concurrencia de personas en el delito, distinguiendo la responsabilidad de los participantes en el delito mediante el establecimiento de figuras de participantes primarios y secundarios. El problema de la imputabilidad se resolvió a la luz de la voluntariedad del hecho, mediante formulaciones claras para su exclusión y disminución; se anuló la "fuerza irresistible" y la embriaguez, aunque no sea accidental, se consideró una causa atenuante. Distinguió entre la detención y el encarcelamiento, regulando este último según los principios de ejecución progresiva y en función de la reeducación del condenado. Había numerosas disposiciones sobre la intención, el error y las causas de justificación, que regulaban por primera vez el elemento subjetivo del delito y las causas de justificación.
El Código Zanardelli sustituyó al código penal de Saboya promulgado por el rey Carlo Alberto de Saboya en 1839 y entró en vigor en 1840 en todo el territorio del Reino de Italia, con la excepción de la Toscana, donde quedó en vigor el código penal local ya que esto no preveía la pena de muerte a diferencia del código sardo. 
Por esta razón, sólo con este Código Zanardelli se logrará la unificación legislativa efectiva del Reino. Aunque considerado por muchos criminalistas de la época, especialmente los de la escuela de lpositivismos jurídico, un código demasiado "blando" y obsoleto, en algunas partes, ya en el momento de su promulgación (ya que también incluía normas del Código Napoleónico, promulgado más de 80 años antes), seguía siendo un código penal avanzado en comparación con los anteriores e incluso con muchos códigos europeos.

## La superación
Con el advenimiento del Gobierno Mussolini, muchas de sus disposiciones fueron de hecho ignoradas y en 1930 el Código Zanardelli fue oficialmente abolido y sustituido por el Código Rocco.
Con la caída del fascismo y la entrada en vigor de la Constitución republicana , se planteó el dilema de si restaurar el Código Zanardelli, más liberal, adaptándolo a los tiempos con nuevas normas, o mantener el Código Rocco que, a pesar de su autoritarismo, parecía científicamente más avanzado que el anterior (el Código Rocco mantenía también el principio de no retroactividad de la pena, rechazando las formulaciones de tipo nazionalsocialista). Finalmente, se decidió dejar en vigor el Código Rocco, suprimiendo sus disposiciones más antiliberales, a la espera de que se emitiera un nuevo código (que fusionara la inspiración liberal de Zanardelli con las nuevas ideas democráticas) que, sin embargo, no llegó a aprobarse; el Código Rocco, aunque enmendado por normas estrictamente fascistas y modificado en algunas partes, sigue en vigor. En los años 80 y 90 hubo muchas propuestas, pero al final el Código Rocco se mantuvo, emitiendo en su lugar un nuevo código de procedimiento penal en 1988.
El Código Zanardelli fue oficialmente derogado en su totalidad sólo el 16 de diciembre de 2010, en virtud del Decreto Legislativo N.º 212, de 13 de diciembre de 2010, de aplicación de la Ley N.º 246, de 28 de noviembre de 2005.

## Uso actual
Aunque no está en vigor en Italia desde 1930, el Código Zanardelli sigue siendo la principal fuente de derecho penal del Estado de la Ciudad del Vaticano, que lo incorporó a raíz de los Pactos Lateranensi de 1929 ajunto con toda la legislación italiana entonces vigente, aunque el Vaticano abolió la pena capital de jure sólo en1969. Debido a la falta de actualización, para los delitos más recientes (como el tráfico de drogas) las autoridades del Vaticano han tenido que buscar otras fuentes en el su ordinamento jurídico y el código ha sido reformado varias veces a lo largo de los años.
El Código Penal turco aprobado en 1926, que sustituyó a la versión otomana del siglo XIX basada en parte en el Código Penal napoleónico, se basaba también en parte en el Código Zanardelli, con la excepción de la pena de muerte, que estuvo prevista hasta 2004, y algunas disposiciones más autoritarias. En 1930 fue enmendado y adaptado al nuevo código italiano, el Codice Rocco, promulgado bajo el fascismo. Modificado muchas veces, en 2005 fue sustituido por un nuevo código penal.